# 退役軍人省 (オーストラリア)
退役軍人省（たいえきぐんじんしょう、英語: Department of Veterans' Affairs）は、1976年に設立されたオーストラリア政府の省である。
退役軍人、オーストラリア国防軍兵士、オーストラリア連邦警察職員、および彼らの扶養家族のために政府計画を実現させる責任を負う。
現在の退役軍人省の国務大臣秘書官はエリザベス・コッソンの後任として2023年1月23日に選任されたアリソン・フレームである。
実質上、退役軍人省は国防大臣の管理下にある。国防大臣は内閣内部の退役軍人問題担当大臣を兼務している。

## 運営活動
退役軍人省の機能は大きく以下の事柄に分けられる。
- 退役軍人、国防軍隊員、一定数の船員、およびその扶養家族のための本国送還所得補助金、報酬および健康プログラム
- アンザック・デー、リメンブランス・デー、およびベトナム軍戦没者の日への理解を促進する記念式典
- 戦没者墓地
- 国防省向けポートフォリオ

### 機関
その計画を実行するにおいて、退役軍人省は以下のような機関を管理している。
- オーストラリア戦争記念館
- 兵士復権・報酬委員会
- オーストラリア戦争基地局（英語版）
- 本国送還者委員会
- 本国送還者専門医療機関
- 専門医制度検討会議
- 退役軍人子供教育委員会
- 退役軍人審査委員会（英語版）

## 重要法案
退役軍人省は数件の議会制定法を管理する責任を負う。
- Defence Service Homes Act, 1918（国防省向けポートフォリオに関する法律：1918年制定）
- Act, 2004（兵士復権及び報酬に関する法律：2004年制定）
- Safety, Rehabilitation and Compensation Act, 1988（安全・復権および報酬に関する法律：1988年制定）
- Veterans Entitlements Act, 1986（退役軍人給付金制度に関する法律：1986年制定）
- War Graves Act, 1980（戦没者墓地に関する法律：1980年制定）

## 主な役職者

### 国務大臣秘書官
2023年1月よりアリソン・フレームが退役軍人省の秘書官を務めている。国務大臣秘書官としての経歴に加えて、彼女は本国送還者委員会と兵士復権・報酬委員会の議長も務めている。
以下は退役軍人省が設立されて以来の秘書官の一覧である。
| 代 | 氏名                         | 役職名           | 着任日         | 退任日         | 在任期間   | 備考                                |
| -- | ---------------------------- | ---------------- | -------------- | -------------- | ---------- | ----------------------------------- |
| 1  | リチャード・キングスランド卿 | 退役軍人省秘書官 | 1976年10月5日  | 1981年         | 4–5年      | 本国送還省秘書官（1976年 - 1981年） |
| 2  | デレク・フォーカー           | 退役軍人省秘書官 | 1981年         | 1986年11月14日 | 4–5年      |                                     |
| 3  | ノエル・タンツァー           | 退役軍人省秘書官 | 1986年12月18日 | 1989年3月1日   | 2年, 73日  |                                     |
| 4  | リオネル・ウッドワード       | 退役軍人省秘書官 | 1989年3月1日   | 1994年4月26日  | 5年, 56日  |                                     |
| 5  | アラン・ホーク               | 退役軍人省秘書官 | 1994年         | 1996年         | 1–2年      |                                     |
| 6  | ネイル・ジョンストン         | 退役軍人省秘書官 | 1996年3月11日  | 2004年9月30日  | 8年, 203日 |                                     |
| 7  | マーク・サリヴァン           | 退役軍人省秘書官 | 2004年10月26日 | 2008年         | 3–4年      |                                     |
| 8  | イアン・キャンベル           | 退役軍人省秘書官 | 2008年9月22日  | 2013年7月5日   | 4年, 286日 |                                     |
| 9  | サイモン・ルイス             | 退役軍人省秘書官 | 2013年7月      | 2018年5月18日  | 4年, 321日 | 2013年5月から6月までは秘書官代理    |
| 10 | エリザベス・コッソン         | 退役軍人省秘書官 | 2018年5月18日  | 2023年1月23日  | 4年, 250日 |                                     |
| 11 | アリソン・フレーム           | 退役軍人省秘書官 | 2023年1月23日  | 現職           |            |                                     |

### 他の主要役職者
退役軍人省における他の主要役職者は本国送還者委員会の議長代行（現職：ケイト・ポープ）と理事（現職：ドン・スピンクス）である
。